# Ива серебристобелая
И́ва серебристобе́лая (лат. Salix argyracea) — вид лиственных деревьев или кустарников из рода Ива (Salix) семейства Ивовые (Salicaceae).

## Распространение и экология
В природе ареал вида охватывает юго-восточные районы Казахстана, Киргизию и Синьцзян-Уйгурский автономный район Китая.
Произрастает по берегам рек.

## Ботаническое описание
Прямостоячий кустарник с тонкими голыми буроватыми ветвями.
Почки мелкие, яйцевидные, тупые, бурые, голые, длиной 5—6 мм. Прилистники длиной до 6 мм, яйцевидно-ланцетные или ланцетные. Черешки длиной 4—10 мм, голые или коротко-волосистые, буроватые. Листовые пластинки продолговато-лаицетные или широко-ланцетные, длиной 4—8 см, шириной 1,5—2,2 см, к обоим концам дугообразно-суженные, сверху тёмно-зелёные, голые или рассеянно-прижато-волосистые, снизу атласно-блестящие от сплошного опушения короткими волосками. Верхние листья обычно мелко-железисто-пильчатые; у основания побегов — почти или строго цельнокрайные.
Серёжки густоцветковые, прямостоячие, на ножках с чешуйчатыми листочками, развиваются раньше листьев. Прицветные чешуи яйцевидные, тупые или острые, на верхушке черноватые. Завязь яйцевидно-коническая, густо-шелковистая; столбик вдвое короче завязи, желтоватый или буроватый.

## Таксономия
Вид Ива серебристобелая входит в род Ива (Salix) семейства Ивовые (Salicaceae) порядка Мальпигиецветные (Malpighiales). Таксономическая схема в соответствии с Системой APG IV по состоянию на июнь 2025 года:
|  |                          |  |                                   |                                   |                  |  | еще 35 семейств | еще 35 семейств |                         |  |  |  | еще 624 подтвержденных вида и 1 032 вида, ожидающих подтверждения |
|  |                          |  |                                   |                                   |                  |  | еще 35 семейств | еще 35 семейств |                         |  |  |  | еще 624 подтвержденных вида и 1 032 вида, ожидающих подтверждения |
|  |                          |  |                                   | порядок Мальпигиецветные          |                  |  |                 |                 | род Ива                 |  |  |  |                                                                   |
|  |                          |  |                                   | порядок Мальпигиецветные          |                  |  |                 |                 | род Ива                 |  |  |  |                                                                   |
|  | клада Цветковые растения |  |                                   |                                   | семейство Ивовые |  |                 |                 | вид Ива серебристобелая |  |  |  |                                                                   |
|  | клада Цветковые растения |  |                                   |                                   | семейство Ивовые |  |                 |                 |                         |  |  |  |                                                                   |
|  |                          |  | ещё 63 порядка цветковых растений | ещё 63 порядка цветковых растений |                  |  |                 | еще 55 родов    | еще 55 родов            |  |  |  |                                                                   |
|  |                          |  |                                   | ещё 63 порядка цветковых растений |                  |  |                 |                 | еще 55 родов            |  |  |  |                                                                   |